# أودى سبيرز
أودى سبيرز (بالإنجليزية: Odie Spears)‏ مواليد 26 يونيو 1925 في سكوتسفيل - الوفاة 28 مارس 1985، كان لاعب كرة سلة أمريكي. بدأ مسيرته الاحترافية في سنة 1948. تم اختياره من قبل فريق شيكاغو ستايغس خلال الدرافت. بلغ طوله 6 قدم 5 بوصة (2.0 م). اعتزل اللعب في 1957.

## المسيرة الاحترافية
لعب مع شيكاغو ستايغس من سنة 1948 إلى 1950، ثم لعب مع سكرامنتو كينغز من سنة 1951 إلى 1955، ثم لعب مع ديترويت بيستونز من سنة 1955 إلى 1957، ثم لعب مع أتلانتا هوكس في موسم 1956–1957.

## روابط خارجية
- أودى سبيرز على موقع إن بي أي (الإنجليزية)
- أودى سبيرز على موقع سبورتس رفرنس (الإنجليزية)
- أودى سبيرز على موقع كلية كرة السلة في سبورتس رفرنس.كوم (الإنجليزية)
- أودى سبيرز على موقع ريلجم (الإنجليزية)